# Ophioglossum oblongum
Ophioglossum oblongum är en låsbräkenväxtart som beskrevs av H.G. Zhou och H. Li. Ophioglossum oblongum ingår i släktet ormtungor, och familjen låsbräkenväxter. Inga underarter finns listade i Catalogue of Life.